# Laureano Sanabria Ruiz
Laureano Sanabria Ruiz, noto anche con lo pseudonimo di Laure (Madrid, 22 marzo 1985), è un ex calciatore spagnolo, di ruolo difensore.